# Smučarski skoki na Zimskih olimpijskih igrah 1980
Smučarski skoki na Zimskih olimpijskih igrah 1980. Olimpijska prvaka sta postala Toni Innauer, na manjši skakalnici, in Jouko Törmänen, na večji.

## Rezultati

### Manjša skakalnica K90
| Poz | Skakalec                      | Točke |
| --- | ----------------------------- | ----- |
| 1   | Toni Innauer                  | 266,3 |
| 2   | Manfred Deckert Hirokazu Jagi | 249,2 |
| 4   | Masahiro Akimoto              | 248,5 |
| 5   | Pentti Kokkonen               | 247,6 |
| 6   | Hubert Neuper                 | 245,5 |
| 7   | Alfred Groyer                 | 245,3 |
| 8   | Jouko Törmänen                | 243,5 |

### Večja skakalnica K120
| Poz | Skakalec       | Točke |
| --- | -------------- | ----- |
| 1   | Jouko Törmänen | 271,0 |
| 2   | Hubert Neuper  | 262,4 |
| 3   | Jari Puikkonen | 248,5 |
| 4   | Toni Innauer   | 245,7 |
| 5   | Armin Kogler   | 245,6 |
| 6   | Roger Ruud     | 243,0 |
| 7   | Hans-Jörg Sumi | 242,7 |
| 8   | James Denney   | 239,1 |